# Tjänstemännens socialdemokratiska förening
Tjänstemännens socialdemokratiska förening, eller S-akademiker, är en sidoorganisation till Socialdemokratiska arbetarepartiet (SAP), bildad 1958. Den är en förening för tjänstemän och akademiker med medlemskap i Göteborgs socialdemokratiska partidistrikt. Föreningen ger sedan oktober 2018 ut medlemsbladet Lotsen.

## S-akademikers skriftserie
Sedan hösten 2017 ger föreningen ut socialdemokratiska idé- och debattböcker i "S-akademikers skriftserie":
1. Moula, Payam; Sand, Jimmy, red (2017). Socialdemokratin i ett nytt århundrade: sex bidrag till en ideologisk framtidsdebatt. S-akademikers skriftserie ; 1. Göteborg: Tjänstemännens socialdemokratiska förening. Libris 21925619. ISBN 9789198416503
2. Karleby, Nils; Sandler, Rickard; Nyström, Örjan; Wigforss, Ernst (2018). Socialismen inför verkligheten: studier över socialdemokratisk åskådning och nutidspolitik. S-akademikers skriftserie ; 2. Göteborg: Tjänstemännens socialdemokratiska förening. Libris 22524846. ISBN 9789198416510
3. Nilsson, Anders; Nyström, Örjan (2019). Att återupprätta arbetslinjen: och andra texter om strukturomvandling, sysselsättning och trygghetssystem. S-akademikers skriftserie ; 3. [Göteborg]: Tjänstemännens socialdemokratiska förening. Libris 4ff425bt2s0tbgwj. ISBN 9789198416534
4. Meidner, Rudolf; Rehn, Gösta; Pettersson, Ola; Ekdahl, Lars (2023). Fackföreningsrörelsen och den fulla sysselsättningen: Landsorganisationen i Sverige. S-akademikers skriftserie ; 4. Göteborg: Tjänstemännens socialdemokratiska förening. Libris m39d14tvk6d4fkln. ISBN 9789198416541